# أنقليس ثعباني أسود الخطوط
أنقليس ثعباني أسود الخطوط (الاسم العلمي: Callechelys catostoma) هو نوع من الأنقليس، يتبع فصيلة الأنقليس الثعباني.